# Ацвеж (Свічинський район)
Ацве́ж (рос. Ацвеж) — село у складі Свічинського району Кіровської області, Росія. Входить до складу Свічинського сільського поселення.
Населення становить 145 осіб (2010, 280 у 2002).
Національний склад станом на 2002 рік — росіяни 97 %.